# G2638/2639、G2640/2637次列车
G2638/2639、G2640/2637次列车是中国铁路运行于黑龙江省哈尔滨市哈尔滨西站至山西省运城市运城北站的高速动车组列车，自2023年10月11日起开行，途经山西省、河北省、天津市、辽宁省、吉林省、黑龙江省五省一市，现由哈尔滨铁路局哈尔滨客运段担当客运业务。其中哈尔滨西站至运城北站运行13小时1分，全长2089千米，使用车次G2638/2639次，运城北站至哈尔滨西站运行12小时45分，全长2169千米，使用车次G2640/2637次。该车次是黑龙江省首次开行的前往山西省的列车，该列车的开行促进了两地之间的经济发展，便利了山西省西南部地区居民前往东北三省的出行需求。

## 历史

### 升级前

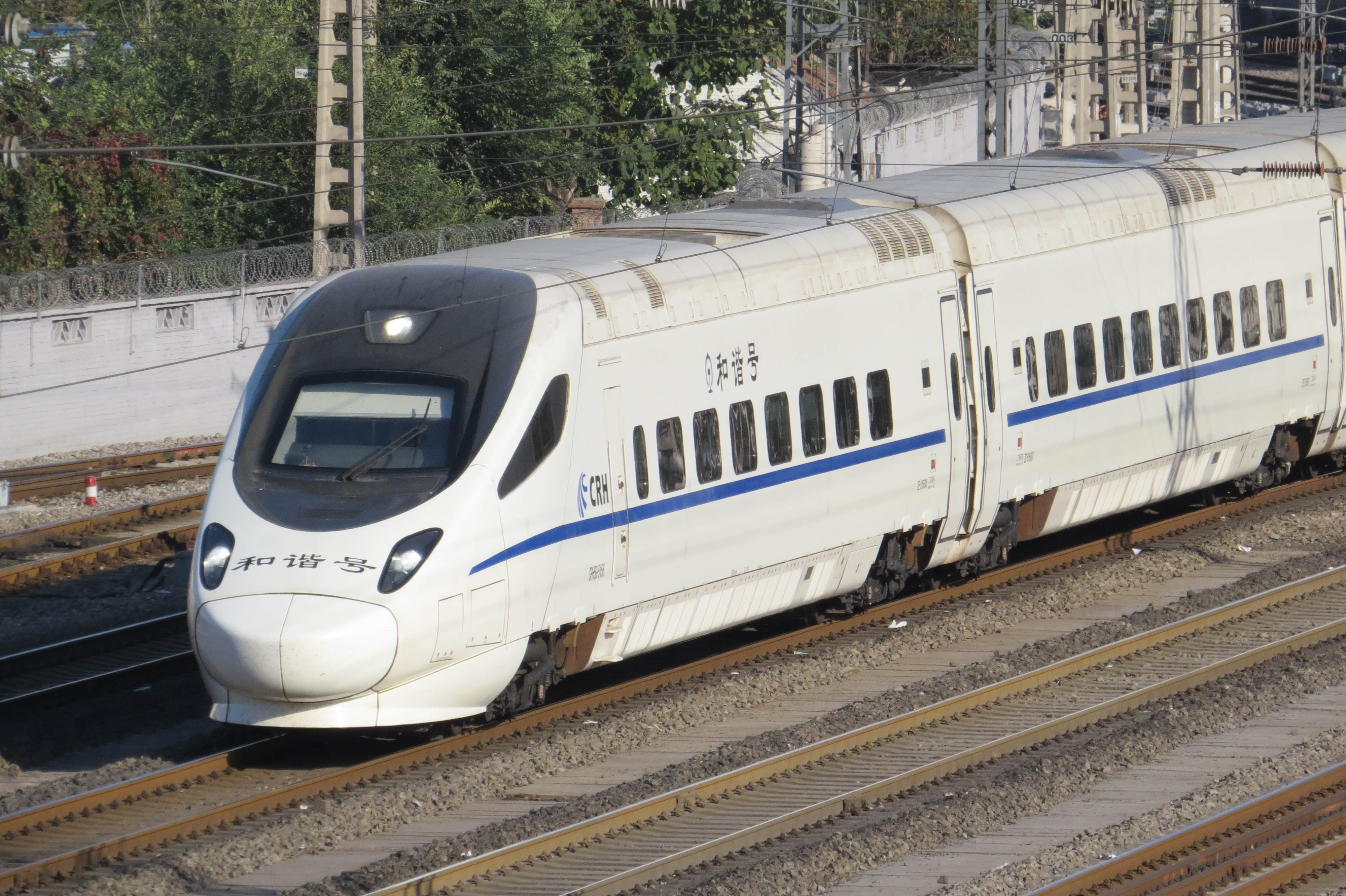
升级前的D28次进入北京站（2015年10月）

G2638/2639、G2640/2637次列车的开行最早可追溯到运行于北京站与哈尔滨西站的动车组列车时期。因中国铁路第六次大提速在2007年4月18日开始实行，为缩短北京至哈尔滨间的列车运行时间，开始开行D25/26次、D27/28次共2对动车组列车，全线运行于京哈铁路。为增加运能，在2011年1月11日又开行了D101/102次列车。2012年12月1日，因哈大客运专线通车，列车在沈阳北至哈尔滨区间改为在哈大客运专线行驶，同时终到站由哈尔滨站改为哈尔滨西站，并加开D29/30次列车。
2015年8月17日，因哈齐客运专线开通，原D25/D26次、D29/D30次列车延长至齐齐哈尔南站始发终到。在每年11月15日至翌年3月15日期间，D25次列车临时缩短至哈尔滨西站终到；每年11月16日至翌年3月16日期间，D26次列车临时缩短至哈尔滨西站始发。2019年1月5日起，D25/D26次调整为佳木斯站始发终到。
2021年7月11日，配合国铁动货分离新规（动力分散动车组和货车不可交会），D28/27次调整为哈尔滨西~天津西，D102/101次停运。

### 升级后
2023年10月11日，本对列车延长至运城北站始发终到，并调整为G2638/2639、G2640/2637次高速动车组列车。此对列车的开通，将进一步促进运城与东三省在经济、文化、旅游资源等方面的交流互动，也将进一步方便市民出行。

## 时刻表

### 历史时刻
| 里程 | D27次 | D27次 | 停靠站   | D28次 | D28次 | 里程 |
| 里程 | 到点  | 开点  | 停靠站   | 到点  | 开点  | 里程 |
| ---- | ----- | ----- | -------- | ----- | ----- | ---- |
| 0    | —     | 14:34 | 天津西   | 13:59 | —     | 1209 |
| 43   | 14:55 | 15:03 | 滨海西   | 13:23 | 13:37 | 1166 |
| 119  | 15:26 | 15:28 | 唐山     | 12:56 | 13:00 | 1090 |
| 180  | 15:48 | 16:03 | 滦河     | ↑     | ↑     | —    |
| —    | ↓     | ↓     | 北戴河   | 12:09 | 12:20 | 964  |
| 283  | 16:42 | 16:54 | 山海关   | 11:42 | 11:44 | 926  |
| 346  | 17:08 | 17:15 | 绥中北   | 11:17 | 11:18 | 863  |
| 405  | 17:37 | 17:39 | 葫芦岛北 | 10:53 | 10:55 | 804  |
| 671  | 19:19 | 19:12 | 沈阳北   | 09:21 | 09:24 | 538  |
| 969  | 20:29 | 20:31 | 长春西   | 08:00 | 08:02 | 240  |
| 1053 | 20:57 | 21:03 | 德惠西   | 07:32 | 07:34 | 156  |
| 1209 | 21:49 | —     | 哈尔滨西 | —     | 06:48 | 0    |

## 事故
- 2007年5月12日，D26次列车在行驶在四平站至毛家店站之间时，出现了驾驶室微机故障情况，导致列车停车数小时，最终列车晚点5小时左右于5月13日4时30分到达北京站[8]。
- 2013年11月22日，D28次列车在行驶在台安站至盘锦北站之间时，发生了撞人事故，导致施工工人4死1伤[9]。

## 使用列车
列车现使用配属哈尔滨局集团哈尔滨西动车运用所的CR400BF-GS。